# Георгіївська балка
Георгіївська балка (крим. Ğeorğiy yılğası) — район у складі Нахімовського району міста Севастополь.

## Опис
Розташований між Сушильною (де розташовується Севастопольська ТЕЦ, територія міста Інкерман) та Троїцькою балками.
Існує легенда, що в однойменній балці колись заходився монастир Св. Георгія (Юрія) Змієборця, за яким район й отримав свою назву.
Основні вулиці: Абрикосова, Вулиця Генерала Жидилова.
Є кілька гуртожитків та дерев'яних бараків.